# Língua wallisiana
A Língua wallisiana ou ’uveano (Faka’uvea) é uma língua polinésia falada em Wallis. É também chamada uveana oriental para distinguir da língua Uveana Ocidental falada na ilha próxima, Ouvéa, próxima a Nova Caledônia. A tradição Wallisiana diz que essa última foi colonizada pelos habitantes da ilha Wallis num passado remoto.

## Classificação
O Wallisiano é a língua mais próxima do rennellês e também da língua tonganesa, que são parte do ramo Samóico. Tomou muitas palavras tonganesas por causa da invasão do povo de Tonga nos séculos XV e XVI.

## Ortografia
O alfabeto wallisiano é baseado no alfabeto latino, mas possui algumas letras adicionais para representar sons específicos da língua. Aqui está o alfabeto wallisiano completo:
A, Ā, B, C, D, E, F, G, H, I, J, K, L, M, N, O, P, Q, R, S, T, U, V, W, X, Y
As 5 vogais: a, e, i, o, u têm suas variantes longas: ā, ē, ī, ō, ū.
As consoantes são: f, g (pronunciada (ng)), h, k, l, m, n, s (rara, só em palavras estrangeiras), t, v, apóstrofo ou ʻokina, também chamada por outros nomes, é uma consoante unicameral usada no alfabeto latino de línguas polinésias para marcar um oclusiva glotal. Em Wallisiano é chamada fakamoga (pertencente à garganta). O fakamoga é hoje ensinado nas escolas e pode ser escrito com apóstrofos retilíneos, curvos ou invertidos. Da mesma forma, o diacrítico Macron (Wallisian: fakaloa , 'alongar') agora é ensinado nas escolas para marcar vogais longas, mesmo que a geração mais velha nunca tenha marcado as oclusivas glotais ou a extensão da vogal.Exemplo: Mālō te ma'uli (olá).
A língua wallisiana possui sons que podem ser distintos de outras línguas e, portanto, exigem letras específicas para representá-los. Alguns desses sons incluem:
Ā: Uma vogal longa, semelhante ao "a" em "pai".
F: Representa o som da consoante fricativa labiodental surda, como o "f" em "foca".
G: Representa o som da consoante oclusiva velar sonora, como o "g" em "gato".
H: Representa o som da consoante glotal, que é uma aspiração na pronúncia.
Ī: Uma vogal longa, semelhante ao "i" em "ímpar".
N: Representa o som da consoante nasal alveolar, como o "n" em "nave".
T: Representa o som da consoante oclusiva alveolar surda, como o "t" em "tigre".
U: Uma vogal curta, semelhante ao "u" em "cruz".
V: Representa o som da consoante fricativa labiodental sonora, como o "v" em "vaca".
A acentuação no wallisiano geralmente recai na penúltima sílaba da palavra. No entanto, há variações de pronúncia dependendo do dialeto regional e do contexto linguístico.
A ortografia do wallisiano é relativamente fonética, o que significa que as palavras geralmente são escritas como são pronunciadas. No entanto, há algumas regras ortográficas específicas a serem observadas:
As vogais longas são indicadas por um macron (ā, ī, ū).
As vogais curtas são representadas por letras normais (a, e, i, o, u).
As consoantes são escritas conforme a pronúncia padrão do alfabeto latino.
Há também algumas palavras que têm uma ortografia irregular devido à sua origem ou influências externas.
A ortografia do wallisiano tem passado por evoluções ao longo do tempo, especialmente com a influência do francês. No entanto, esforços têm sido feitos para padronizar a ortografia e preservar a autenticidade da língua.
A ortografia é uma parte importante da preservação da língua wallisiana e tem sido alvo de atenção por parte de linguistas, educadores e defensores da língua. A padronização da ortografia facilita o ensino e a aprendizagem da língua, bem como sua utilização em contextos formais e literários.

## Influência de outras línguas
O Wallisiano pode estar mais intimamente relacionado com a língua Rennellesa e também com o Tonganês, devido às antigas invasões Tonganesas de Wallis. Por exemplo, a forma no passado "ne'e" vem do Tonganês.
O Wallisiano foi fortemente influenciado pela língua Francesa. Os missionários franceses chegaram no final do século XIX; Em 1961, Wallis e Futuna tornou-se Território ultramarino da França e o francês é agora a língua oficial. De acordo com muitos linguistas, como K. Rensch, o francês não afetou muito a linguagem no início, mas agora transforma profundamente o Wallis.
Muitos neologismos foram criados ao se transliterar palavras francesas para o Wallisiano, como no vocabulário da política. Palavras como Falanise (França), Telituale (Território), politike, (política), Lepupilika (República)..., muitos termos técnicos (telefoni, televisio...), comidas trazidas por europeus para Wallis (tomato, tapaka (tabaco, do francês tabac, ), alikole (álcool), kafe (do francês café)), etc. são originários do Francês.
Quando os missionários chegaram, também apresentaram muitas palavras latinas, principalmente para fins religiosos. Jesus Cristo foi transformado em Sesu Kilisito, palavras como komunio (comunhão), kofesio (confisão), temonio (demonio, francês démon), e mesmo alguns termos não religiosos como hola (hora (lat. hora)); hisitolia (história (lat. historia)) foram introduzidos e são hoje da língua Wallisiana do dia a dia. No entanto, nem todos os termos religiosos cristãos vieram de línguas europeias. Os missionários também tentaram usar conceitos existentes em Wallisiano e dar-lhes um novo significado cristão. portanto Tohi tapu ("livro sagrado") se refere à Bíblia, aho tapu ("dia sagrado") significa Domingo Po Tapu ("noite sagrada") é o Natal. O conceito da Trindade foi traduzido para Tahitolu tapu, literalmente "um-três sagrado". Os missionários também introduziram os dias da semana na língua, usando os Nomes sequencialmente numerados no Estilo eclesiástico latino de denominação de dias com o termo geral feria (transliterado para felia), quase como “feira” do Português.
O Wallisiano também foi influenciado pelo Inglês, especialmente depois que o exército americano estabeleceu uma base militar na ilha em 1942. Palavras-chave como. puna (spoon), motoka (car, de motor car), famili (família), suka (sugar), peni (pen), tini (tin) etc. vieram do Inglês. No entanto, os termos oriundos do inglês começaram a entrar na língua da Wallis antes da Segunda Guerra Mundial, pois marinheiros e comerciantes já tinham contatos frequentes com a população local.

## Amostra de texto
Canção
Tapu age mo te hau kua toka,
mo aliki fuli kua katoa,
kau viki te vaka nee logona,
ko te fuka o uvea katoa,
mole matou viki fuli atu,
te uhiga o te lomipeau,
tahi hina kupu e matou mau,
moo fakamaholo palalau.

## Vocabulário
|        | Correspondência fonêmica |          |         |            |           |
| Fonema | Proto-Polinésio          | Tonganês | Samoano | Wallisiano | Português |
| /ŋ/    | *taŋata                  | tangata  | tagata  | tagata     | pessoa    |
| /s/    | *sina                    | hina     | sina    | hina       | grisalho  |
| /ti/   | *tiale                   | siale    | tiale   | siale      | flor      |
| /k/    | *waka                    | vaka     | vaʻa    | vaka       | canoa     |
| /f/    | *fafine                  | fefine   | fafine  | fafine     | mulher    |
| /ʔ/    | *matuqa                  | motuʻa   | matua   | matua      | pai / mãe |
| /r/    | *rua                     | ua       | lua     | lua        | dois      |
| /l/    | *tolu                    | tolu     | tolu    | tolu       | três      |